# 中島 (君津市)
中島（なかじま）は、千葉県君津市の地名。丁番を持たない単独町名で、郵便番号は299-1106。

## 地理
市内北部のやや西より、小糸川中流の左岸に位置する。地内は中央部で宅地化が進んでおり、北東部・北西部には水田が広がり、南部は山林が多い。
北で三直・上・大鷲・大井、東で糠田、南で白駒、西で泉・六手とそれぞれ接する（いずれも君津市）。
小糸川に面している北西部は、隣接する上と泉に挟まれた細長い領域のみを介して中央部とつながっている。また北東部にも、上と大井に挟まれた狭い領域を介して中央部とつながっている区画がある（千葉県立君津高等学校上総校舎の北側）。

### 河川
- 小糸川 - 北東部と北西部で面しており、大井・大鷲・三直の各地区との境界をなす。
- 馬登川 - 小糸川の支流。北西部の南側で面しており、六手地区との境界をなす。
- 代川 - 馬登川の支流（小糸川の二次支流）。泉地区との境界をなす。

## 歴史
時期によっては中嶋の表記も見られる。

### 沿革
- 室町時代 - 上総国周東郡末利村中嶋の名が見られる[4]。
- 江戸時代 - 周淮郡中島村成立。旗本花村氏・河内氏の相給[4]。
- 1873年（明治6年） - 中島村、千葉県に所属[4]。
- 1889年（明治22年）4月1日 - 町村制施行により周淮郡中村大字中島となる[4]。
- 1897年（明治30年）4月1日 - 中村、郡統合により君津郡所属となる。
- 1955年（昭和30年）3月31日 - 中村と小糸村が合併し君津郡小糸町が成立、同町の大字となる。地内に小糸町役場を設置[4]。
- 1970年（昭和45年）9月28日 - 小糸町と君津町（2代目）・上総町・清和村・小櫃村が合併し君津郡君津町（3代目）が成立、同町の大字となる。
- 1971年（昭和46年）9月1日 - 君津町が市制施行し、君津市となる。

## 世帯数と人口
2019年（令和元年）10月31日現在の世帯数と人口は以下の通りである。
| 大字 | 世帯数  | 人口   |
| ---- | ------- | ------ |
| 中島 | 728世帯 | 1662人 |

## 小・中学校の学区
市立小・中学校に通う場合、学区は以下の通りとなる。
| 番地 | 小学校             | 中学校             |
| ---- | ------------------ | ------------------ |
| 全域 | 君津市立小糸小学校 | 君津市立周東中学校 |

## 交通
地内を通る鉄道路線はない。最寄駅はJR内房線君津駅。

### バス
- 日東交通
  - 周西線 君津製鐵所行・中島行
  - 三島線 木更津駅西口行・中島行
    - 両路線とも当地内の中島バス停を起終点とする。
- 君津市コミュニティバス
  - 小糸川循環線（中島系統） 君津駅南口行・君津グラウンドゴルフ場行
    - 中島系統は君津グラウンドゴルフ場と君津駅南口を結ぶルートで、途中宮下地内から当地内の小糸郵便局前バス停までを往復する。

  - 中島・豊英線 鈴木病院前行・粟倉行・県民の森行
    - 当地内の鈴木病院前バス停を起終点とする。日東交通周西線・三島線の中島バス停以遠の区間の廃止代替路線。

### 道路
地内を通る国道・県道はない。
高速道路
- 館山自動車道
  - 地内北西部を南北に通過するが、施設はない（君津IC - 君津PA/SIC間）。

## 施設
- 君津市立小糸小学校
- 中保育園[7]
- 小糸郵便局
- JAきみつ小糸支店
- おどや君津中島店
- ウエルシア君津中島店
- コメリハードアンドグリーン君津中島店
- 成願寺堰

## 史跡
- 成願寺
- 長照寺
- 妙浄寺
- 白山神社
- 八幡神社
- 薬師堂